# Кушница (река)
Ку́шница (другое название — Ку́сница) — река в Хустском районе Закарпатской области (Украина), левый приток Боржавы.

## Описание
Длина 18 км, площадь бассейна 106 км². Уклон реки 51 м/км. Русло слабоизвивистое, каменистое с многочисленными порогами и перекатами.
Кушница берёт начало у горы Кук (массив Полонина Боржава), к востоку от села Лисичово. Течет сначала преимущественно на запад, от села Лисичово в село Кушница — на юг. Впадает в Боржаву у южной части одноимённого села.
Основные притоки: Васькова, Лисичанка.